# Guitars – the Museum
Guitars – the Museum és un museu situat al centre d'Umeå, a Suècia. El museu està ubicat en un edifici de maó que anteriorment va ser seu de l'escola Vasaskolan. Comparteix espai amb un club de rock, un restaurant, una botiga de música i una botiga de discos. El museu va obrir les portes a finals de gener de 2014, en el marc de la inauguració de la Capital Europea de la Cultura a Umeå.

## Col·lecció
La col·lecció del museu del museu es compon fonamentalment de guitarres elèctriques dels anys 1950 i 1960, així com una petita col·lecció de baixos elèctrics, amplificadors i altres parafernàlies relacionades amb la història de les guitarres elèctriques. La col·lecció ha estat recopilada pels germans Mikael i Samuel Ahden, des de la dècada de 1970; No obstant això, la col·lecció en conjunt no ha estat en exposició pública fins que es va inaugurar el museu.
Entre les guitarres més exclusius de la col·lecció, hi ha una Gibson Flying V de 1958, una Les Paul de 1960 i una Fender Broadcaster de 1950. Amb un total de més de 500 guitarres, el museu és el més gran del món d'aquesta especialitat.
A més de la pròpia col·lecció del museu també hi ha espai per a les exposicions temporals. Amb motiu de la inauguració, l'exposició Umeå - La capital europea del hardcore 1989-2000 per Folkrörelsearkivet (l'arxiu del moviment popular) va ser exhibida al museu.